# André Lauseig
André Lauseig (né le 8 janvier 1900 à Blaye et décédé le 3 décembre 1972 à Bruges) est un athlète français spécialiste du cross-country. Affilié aux Girondins de Bordeaux, il mesurait 1,81 m pour 70 kg.

## Biographie

### Palmarès
| Date | Compétition           | Lieu  | Résultat | Cross-Country | Performance |
| ---- | --------------------- | ----- | -------- | ------------- | ----------- |
| 1924 | Jeux olympiques d'été | Paris | 3e       | Par équipe    | 20 pts      |

10 000 mètres steeple. Équipe de France (André Lauseig, Gaston Heuet, Jean-Henri Lauvaux, Maurice Norland, Robert Marchal et Lucien Dolques) .